# ثوران كراكاتوا سنة 1883
6°06′07″S 105°25′23″E / 6.102°S 105.423°E
بدأت ثورانات كراكاتوا 1883 في مضيق سوندا 20 ديسمبر وإستمرت حتى 21 إكتوبر سنة 1883، وصلت ذروتها في ساعات الصباح المتأخرة في يوم 27 من أغسطس عندما إنهار ثلثي كراكاتوا في سلسلة من الانفجارات الضخمة مع تدمير معظم الجزيرة والأرخبيل المحيط بها، مع العديد من الانفجارات المدمرة للكالديرا المتبقية. كان هذا أعنف انفجار ومن أكثر الثورات تدميرًا في التاريخ المسجل، سُمع دوي الإنفجار على بعد 3,110 كيلومتر في برث غرب إستراليا، وعلى بعد 4,800 كيلومتر في جزيرة رودريغز قرب موريشيوس. كان الإنفجار قوي جداً لدرجة أن موجته الصوتية دارت حول الكرة الأرضية أكثر من ثلاث مرات:63. تسبب انفجار البركان إلى جانب التسونامي التي خلقها في مقتل 36,417 شخصاً على الأقل.

شعر العالم بآثار إضافية كبيرة في الأيام والأسابيع التي تلت الإنفجار. تم الإبلاغ عن نشاطات زلزالية إضافية حتى فبراير 1884، ولكن تم نفي أي تقارير بعد أكتوبر 1883 من خلال التحقيق اللاحق الذي أجراه فيربيك في الثوران.

## المرحلة المبكرة
في السنوات التي سبقت ثوران 1883، كان النشاط الزلزالي حول بركان كراكاتوا شديد ومكثف، مع شعور بالزلازل في مناطق بعيدة مثل إستراليا. بدايةً من 20 مايو 1883، بدأت اعمدة البخار تصعد بصورة منتظمة من مخروط الجزيرة الشمالي الشرقي بيربوواتان. ووصلت إنفجارات الرماد الى إرتفاع 6 كم تقريباً، اما الإنفجارات فكان يمكن سماعها في باتافيا (حاليا: جاكرتا) على بعد 160 كم.
بدأت الثورانات في كراكاتوا مرة إخرى في حوالي 16 يونيو، مع إنفجارات مدوية وسحابة سوداء كثيفة غطت الجزيرة لمدة 5 أيام. في 24 يونيو قامت رياح شمالية شرقية قوية بإزالة السحابة السوداء وكان بالإمكان روؤية عمودين من الدخان يتصاعد من كراكاتوا. يُعتقد أن مكان الثوران كان عبارة عن فتحة أو فتحات جديدة تشكلت بين بيربوواتان ودانان (مخروطيات كراكاتوا). تسبب عنف الإنفجارات المستمرة في إرتفاع المد والجزر في المنطقة المجاورة بشكل غير عادي وكان لابد من إرساء السفن الراسية بالسلاسل. شُعر بالزلازل في بنتن وبدأت السفن في الإبلاغ عن كتل كبيرة من الخفاف في غرب المحيط الهندي.
وفي أوائل أغسطس قام المهندس الطبوغرافي الهولندي، الكابتن فيرزينار، بفحص جزر كراكاتوا. ولاحظ ثلاث أعمدة رئيسية من الرماد. الأحدث كان ينبعث من المخروط البركاني دانان والذي حجب الجزء الغربي من الجزيرة مع أعمدة من البخار تنبعث من أحد عشر فتحة أخرى على الأقل، معظمها بين دنان وراكاتا.
عندما نزل على الجزيرة، لاحظ وجود طبقة من الرماد يبلغ سمكها حوالي نصف متر وتدمير جميع النباتات ولم يتبقى سوى جذوع الأشجار. ونصح بعدم القيام بأي عمليات إنزال أُخرى على الجزيرة.

## المرحلة المناخية
بحلول 25 أغسطس إشتدت ثورانات بركان كراكاتوا، وفي يوم 26 أغسطس حوالي الساعة 1 ظهراً دخل البركان في المرحلة الإنتيابية حسب المقياس البركاني وبحلول الساعة 2 مساءاً كان بالإمكان رؤية سحابة رماد سوداء بارتفاع 27 كم. في هذه المرحلة، كانت ثورانات البركان مستمرة تقريبًا، ويمكن سماع الانفجارات كل عشر دقائق. وأبلغت السفن الواقعة على بعد 20 كم من البركان عن سقوط رماد كثيف وقطع من الخفاف الساخن يصل قطرها إلى 10 سم تهبط على أسطح السفن. وبين الساعة 7:00 مساءً و8:00 مساءً، ضرب تسونامي صغير شواطئ جاوة وسومطرة، على بعد 40 كم.
في 27 أغسطس، وقعت أربع انفجارات هائلة والتي كانت بمثابة ذروة الانفجار. في الساعة 5 والنصف فجراً حدث الإنفجار الأول في المخروط بيربوواتان، مما أدى إلى حدوث تسونامي متجهًا إلى تيلوك بيتونج والمعروفة الان بإسم باندار لامبونج. في الساعة 6:44 صباحًا، انفجر كراكاتوا مرة أخرى في دانان، مما أدى إلى انتشار التسونامي الناتج شرقًا وغربًا. كان الانفجار الثالث والأكبر في الساعة 10:02 صباحًا، عنيفًا للغاية لدرجة أنه سُمع على بعد 3110 كيلومترًا في بيرث، أستراليا الغربية، وجزيرة رودريغز في المحيط الهندي بالقرب من موريشيوس، على بعد 4800 كيلومتر. وأعتُقد أن الانفجار كان نتيجة نيران مدفع من سفينة قريبة. تم الإبلاغ عن الانفجار الثالث باعتباره أعلى صوت في التاريخ.:602:79 تم حساب قوة الانفجار التي سُمعت على بعد 160 كيلومترًا من البركان على أنها 180 ديسيبل. وكان كل انفجار مصحوبًا بموجات تسونامي يقدر إرتفاعها بأكثر من 30 مترًا في بعض الأماكن. تأثرت مساحة كبيرة من مضيق سوندا وأماكن على ساحل سومطرة بتدفقات الحمم البركانية من البركان. وقُدرت الطاقة الناتجة عن الإنفجار الأخير بحوالي 200 ميغا طن من مادة التي إن تي (840 بيتا جول). ما يقارب أربعة أضعاف قوة قنبلة القيصر، أقوى سلاح نووي حراري تم تفجيره على الإطلاق. مما يجعله أحد أقوى الإنفجارات في التاريخ المسجل. وفي الساعة 10 و40 دقيقة صباحًا، مزق انهيار أرضي نصف بركان راكاتا، بالإضافة إلى بقية الجزيرة الواقعة شمال راكاتا، مما تسبب في الانفجار الأخير.

### موجة الضغط
إنبعثت موجة الضغط الناتجة عن الانفجار الثالث الهائل من كراكاتوا بسرعة 1086 كم بالساعة. وتشير التقديرات إلى أن قوة الثوران وصلت إلى 180 ديسيبل، وهي عالية بما يكفي لسماعها على بعد 5000 كيلومتر.:248 لقد كانت قوية جدًا لدرجة أنها مزقت طبلة آذان البحارة على متن سفينة آر أم أس نورهام كاسل والتي كانت متجهة إلى سومطرة.:231, 234 وتسبب في ارتفاع بأكثر من 8.5 كيلو باسكال في مقياس الضغط المتصل بمقياس الغاز في مصنع غاز مدينة باتافيا (حاليا جاكرتا) على بعد 160 كيلومترًا، مما أدى إلى خروجه عن المقياس. تم تسجيل موجة الضغط على مرسومات الضغط في جميع أنحاء العالم. وسجلت العديد من المرسومات الموجة سبع مرات على مدى خمسة أيام، أربع مرات مع انتقال الموجة بعيدًا عن البركان إلى النقطة المقابلة لها ثم عودتها ثلاث مرات إلى البركان.:63 لذا فقد دارت الموجة حول الكرة الأرضية ثلاث مرات ونصف ودُفع الرماد إلى ارتفاع يقدر بـ80 كم. تضاءلت الإنفجارات بسرعة بعد ذلك اليوم، وكان كراكاتوا صامت بحلول صباح يوم 28 أغسطس. إستمرت انفجارات صغيرة معظمها من الطين حتى أكتوبر 1883. وبحلول ذلك الوقت، بقي أقل من 30% من الجزيرة الأصلية.

## التأثيرات

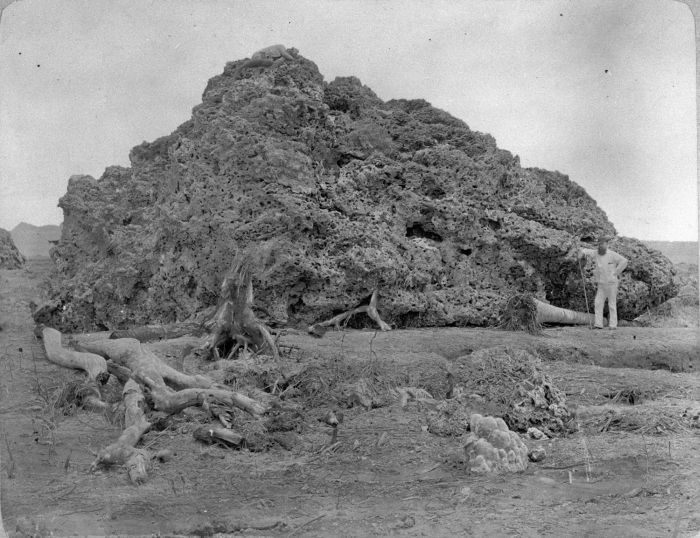
كتلة مرجانية ألقيت على شاطئ جاوة

كان لـ مزيج تدفقات الحمم البركانية والرماد البركاني وأمواج التسونامي المرتبطة بثورانات كراكاتوا عواقب إقليمية كارثية بعض الأراضي في بانتن على بعد حوالي 80 كيلومترًا جنوبًا لم تتم إعادة تأهيلها وانما تحولت الى غابة وهي الان منتزه أوجونغ كولون الوطني. وبلغت حصيلة الوفيات الرسمية التي سجلتها السلطات الهولندية 36,417.

### رماد كيتيمبانج الحارق
حوالي ظهر يوم 27 أغسطس 1883، سقط مطر من الرماد الساخن حول مدينة كيتيمبانج (كاتيبونج حاليًا في مقاطعة لامبونج) في سومطرة. وقُتل مايقارب 1000 شخصاً في سومطرة. اما في جزيرة سيبيسي فلم يكن هناك ناجون من بين 3000 شخص. وكانت هناك تقارير عديدة عن مجموعات من الهياكل العظمية البشرية تطفو عبر المحيط الهندي على أطواف من الخفاف البركاني وتجرف على شواطئ الساحل الشرقي لأفريقيا لمدة وصلت إلى عام بعد ثوران البركان.:297–298

### موجات التسونامي والتأثيرات البعيدة
إهتزت السفن في مناطق بعيدة الى حد جنوب أفريقيا عندما ضربتها موجات التسونامي، وعُثر على جثث الضحايا طافية في المحيط لعدة أشهر بعد وقوع الكارثة. ويُعتقد أن موجات التسونامي التي رافقت الثوران كانت ناجمة عن تدفقات الحمم البركانية العملاقة التي دخلت البحر. وصلت بعض تدفقات الحمم البركانية إلى ساحل سومطرة على بعد 40 كم وهناك أيضًا مؤشرات على تدفقات حمم بركانية مغمورة تصل إلى 15 كم من البركان. اما مدينة ميراك الإندنوسية فقد دمرتها موجة تسونامي بلغ ارتفاعها 46 متر.
تم تسجيل موجات أصغر بمَقاييس المد والجزر على مسافة بعيدة تصل الى قناة مانش. حدثت هذه الموجات في وقت مبكر جدًا بحيث لا يمكن أن تكون من بقايا أمواج التسونامي الأولية وربما تكون ناجمة عن موجات هوائية إرتجاجية من الثوران. دارت موجات الهواء هذه حول الكرة الأرضية عدة مرات، وكان لا يزال من الممكن اكتشافها باستخدام المرسومات بعد خمسة أيام.

### التأثيرات الجغرافية

تطور الجزر المحيطة بكراكاتوا

عقب كارثة الإنفجار تبين بأن كراكاتوا قد أختفت بشكل كامل تقريباً، بإستثناء الثلث الجنوبي. اَنْحَلَّ جزء كبير من مخروط راكاتا الى منحدر يبلغ طوله 250 مترً. في الثلثين الشماليين من الجزيرة، لم يتبق سوى جزيرة صخرية تسمى بوتسمانسروتس ، وهي جزء من مخروط دانان. اما أرخبيل كراكاتوا فقد تلاشى.
أدت الكمية الهائلة من المواد التي أطلقها البركان إلى تغيير قاع المحيط بشكل جذري. تشير التقديرات إلى أنه تم ترسيب ما يصل إلى 18-21 كم3 من الإنيمبريت على مساحة 1,100,000 كم2، مما ملأ إلى حد كبير حوض النهر الذي يبلغ عمقه 30-40 مترًا حول الجبل.
زادت مساحة أراضي جزيرتي فيرلاتن ولانج، وكذلك الجزء الغربي من بقايا راكاتا. وقد تآكلت الكثير من هذه المواد المكتسبة بسرعة، لكن الرماد البركاني ظل جزءًا مهمًا من التكوين الجيولوجي لهذه الجزر. كان عمق الحوض النهري 100 متر قبل الثوران، واصبح عمقه 200-300 متر بعد الثوران.
تكونت ضفتين من الرمال الضحلة (يُطلق عليهما ستيرز وكالمير على اسم ضابطي البحرية اللذين قاما بالتحقيق فيهما) في الجزر بواسطة تساقط الرماد، ولكن جرفهما البحر بعيداً فيما بعد. تسببت مياه البحر الموجودة على الرواسب البركانية الساخنة في ستيرز وكالمير في استمرار إرتفاع البخار، وهو ما أخطأ البعض في اعتباره ثورانًا مستمرًا.

### المناخ العالمي
تسبب الإنفجار في شتاء بركاني. وفي العام التالي لثوران البركان، إنخفض متوسط درجات الحرارة في الصيف في نصف الكرة الشمالي بمقدار 0.4 درجة مئوية. يُعزى هطول الأمطار القياسي الذي ضرب جنوب كاليفورنيا خلال السنة المائية من يوليو 1883 إلى يونيو 1884 إلى ثوران كراكاتوا. حيث تلقت لوس أنجلوس 970 ملم من ألامطار وسان دييغو 660 ملم. لم تحدث ظاهرة النينيو خلال تلك الفترة كما هو معتاد عندما تهطل الأمطار الغزيرة في جنوب كاليفورنيا.
أدى الثوران إلى إضافة كمية هائلة من غاز ثاني أكسيد الكبريت عاليًا في طبقة الستراتوسفير، والتي تم نقلها لاحقًا بواسطة الرياح العالية إلى جميع أنحاء الكوكب. وأدى ذلك إلى زيادة عالمية في تركيز حمض الكبريتيك في سحاب السمحاق. أدت هذه الزيادة الناتجة في انعكاس بياض السحاب (أو الوضاءة) كمية أكبر من الضوء القادم من الشمس أكثر من المعتاد، مما أدى إلى تبريد الكوكب بأكمله حتى سقط الكبريت على الأرض على شكل أمطار حمضية.

### التأثيرات البصرية العالمية

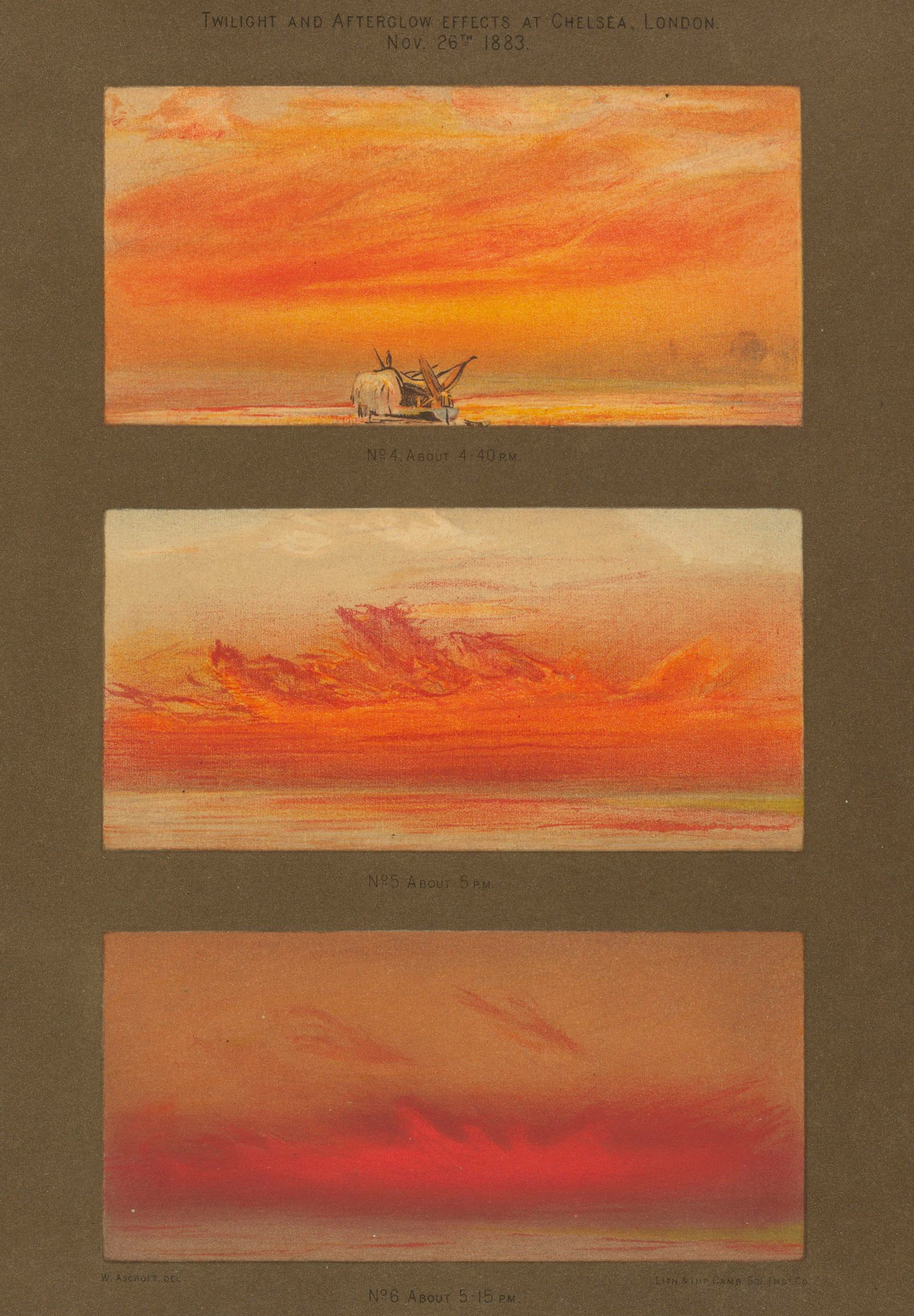
لوحات من عام 1888، تعرض التأثيرات البصرية للثوران على السماء مع مرور الوقت

أدى ثوران بركان كراكاتوا عام 1883 إلى إظلام السماء في جميع أنحاء العالم لسنوات بعد ذلك، وأدى إلى جعل غروب الشمس يبدو بصور مذهلة في جميع أنحاء العالم لعدة أشهر. رسم الفنان البريطاني ويليام أسكروفت آلاف الرسومات الملونة لغروب الشمس الأحمر في السنوات التي تلت ثوران كراكاتوا.
وتسبب الرماد في غروب الشمس باللون الأحمر الزاهي لدرجة أنه تم استدعاء سيارات الإطفاء في نيويورك وبوكيبسي ونيو هيفن ظناً منهم بانه حريق لإخماده. أنتج هذا الثوران أيضًا حلقة أسقفية حول الشمس نهارًا، وضوءًا أرجوانيًا بركانيًا عند الشفق. في عام 2004، اقترح أحد علماء الفلك فكرة أن السماء الحمراء التي تظهر في لوحة أدفارد مونك عام 1893 "الصرخة" هي تصوير دقيق للسماء فوق النرويج بعد ثوران البركان.
قام مراقبو الطقس في ذلك الوقت بتتبع التأثيرات على السماء ورسم خرائط لها. وقد أطلقوا على هذه الظاهرة اسم "تيار الدخان الاستوائي". وكان هذا أول تعريف لما يعرف اليوم بالتيار النفاث. لعدة سنوات بعد الثوران، ورد أن القمر يبدو باللون الأزرق وأحيانًا الأخضر. ويرجع ذلك إلى أن بعض سحب الرماد كانت مملوءة بجزيئات يبلغ عرضها حوالي 1 ميكرومتر، وهو الحجم المناسب لتشتيت الضوء الأحمر بقوة مع السماح للألوان الأخرى بالعبور. ورأى الناس أيضًا شموسًا خزامية، ولأول مرة، سَجلت سحبًا ليلية لامعة.

## عدد الضحايا
بلغ عدد القتلى الرسمي 36,417. على الرغم من أن التقديرات تشير إلى 120 ألفًا.

## تحقيق فيربيك
على الرغم من انتهاء المرحلة العنيفة من ثوران بركان عام 1883 بحلول وقت متأخر من بعد ظهر يوم 27 أغسطس، وعودة الضوء بحلول 29 أغسطس، إلا أن كان هناك تقارير استمرت لعدة أشهر تفيد بأن بركان كراكاتوا كان لا يزال في حالة ثوران. وكانت أولى واجبات فيربيك هي تحديد ما إذا كان هذا صحيحًا والتحقق من التقارير عن ثوران براكين أخرى في جاوة وسومطرة. وبشكل عام، تبين أن هذه التقارير كانت كاذبة. استبعد فيربيك أي ادعاءات بأن بركان كراكاتوا لا يزال يثور بعد منتصف أكتوبر بسبب تبخر المواد الساخنة، والانهيارات الأرضية بسبب الأمطار الموسمية الغزيرة في ذلك الموسم، و"الهلوسة بسبب النشاط الكهربائي" التي يمكن رؤيتها من مسافة بعيدة.
ولم تظهر أي علامات على مزيد من النشاط حتى عام 1913 عندما تم الإبلاغ عن ثوران البركان. لم يتمكن التحقيق من العثور على أي دليل على أن البركان كان قد استيقظ. تقرر على ما كان مخطئا أنه نشاط متجدد، كان بمثابة انهيار أرضي كبير (يرجح هو الذي شكل القوس الثاني لجرف راكاتا).